# Errores de tipo I y de tipo II
En un estudio de investigación, el error de tipo I, también denominado error de tipo alfa (α) o falso positivo, es el error que se comete cuando el investigador rechaza la hipótesis nula ({\displaystyle H_{0}}: el supuesto inicial) siendo esta verdadera en la población. Es equivalente a encontrar un resultado falso positivo, porque el investigador llega a la conclusión de que existe una diferencia entre las hipótesis cuando en realidad no existe. Se relaciona con el nivel de significancia estadística.

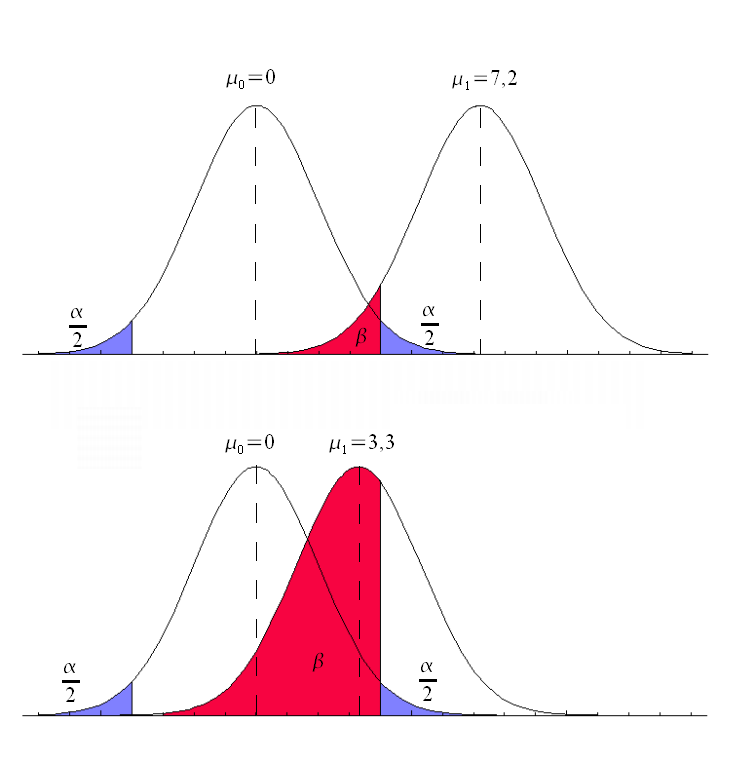
Representación de los valores posibles de la probabilidad de un error tipo II (rojo) en el ejemplo de un test de significancia estadística para el parámetro μ. El error tipo II depende del parámetro μ. Cuanto más cerca se encuentre este del valor supuesto bajo la hipótesis nula, mayor es la probabilidad de ocurrencia del error tipo II. Debido a que el verdadero valor de μ es desconocido al hacer la presunción de la hipótesis alternativa, la probabilidad del error tipo II, en contraste con el error tipo I (azul), no se puede calcular.

La hipótesis de la que se parte {\displaystyle H_{0}} aquí es el supuesto de que la situación experimental presentaría un «estado normal». Si no se advierte este «estado normal», aunque en realidad existe, se trata de un error estadístico tipo I. Algunos ejemplos para el error tipo I serían:
- Se considera que el paciente está enfermo, a pesar de que en realidad está sano; hipótesis nula: El paciente está sano.
- Se declara culpable al acusado, a pesar de que en realidad es inocente; hipótesis nula: El acusado es inocente.
- No se permite el ingreso de una persona, a pesar de que tiene derecho a ingresar; hipótesis nula: La persona tiene derecho a ingresar.

En un estudio de investigación, el error de tipo II, también llamado error de tipo beta (β) (β es la probabilidad de que exista este error) o falso negativo, se comete cuando el investigador no rechaza la hipótesis nula siendo esta falsa en la población. Es equivalente a la probabilidad de un resultado falso negativo, ya que el investigador llega a la conclusión de que ha sido incapaz de encontrar una diferencia que existe en la realidad.
De forma general y dependiendo de cada caso, se suele aceptar en un estudio que el valor del error beta esté entre el 5 y el 20%.[cita requerida]
Contrariamente al error tipo I, en la mayoría de los casos no es posible calcular la probabilidad del error tipo II. La razón de esto se encuentra en la manera en que se formulan las hipótesis en una prueba estadística. Mientras que la hipótesis nula representa siempre una afirmación enérgica (como por ejemplo {\displaystyle H_{0}:}  «Promedio μ = 0») la hipótesis alternativa, debido a que engloba todas las otras posibilidades, es generalmente de naturaleza global (por ejemplo {\displaystyle H_{1}:} «Promedio μ ≠ 0» ). El gráfico de la derecha ilustra la probabilidad del error tipo II (rojo) en dependencia del promedio μ desconocido.
El poder o potencia del estudio representa la probabilidad de observar en la muestra una determinada diferencia o efecto, si existe en la población. Es el complementario del error de tipo II (1 − β).

## Errores en el contraste
Una vez realizado el contraste de hipótesis, se habrá optado por una de las dos hipótesis, la hipótesis nula o base {\displaystyle H_{0}\,} o la hipótesis alternativa {\displaystyle H_{1}\,}, y la decisión escogida coincidirá o no con la que en realidad es cierta. Se pueden dar los cuatro casos que se exponen en el siguiente cuadro:
|                                    | {\displaystyle H_{0}\,} es cierta         | {\displaystyle H_{0}\,} no es cierta      |
| ---------------------------------- | ----------------------------------------- | ----------------------------------------- |
| Se escogió {\displaystyle H_{0}\,} | No hay error (1 − α o verdadero negativo) | Error de tipo II (β o falso negativo)     |
| Se escogió {\displaystyle H_{1}\,} | Error de tipo I (α o falso positivo)      | No hay error (1 − β o verdadero positivo) |

Si la probabilidad de cometer un error de tipo I está unívocamente determinada, su valor se suele denotar por la letra griega α, y en las mismas condiciones, se denota por β la probabilidad de cometer el error de tipo II, esto es:

{\displaystyle {\begin{matrix}P({\mbox{escoger }}H_{1}|H_{0}{\mbox{ es cierta}})=\alpha \\P({\mbox{escoger }}H_{0}|H_{0}{\mbox{ no es cierta}})=\beta \end{matrix}}}

En este caso, se denomina Potencia del contraste al valor 1-β, esto es, a la probabilidad de escoger {\displaystyle H_{1}\,} cuando esta es cierta

{\displaystyle P({\mbox{escoger }}H_{1}|H_{1}{\mbox{ es cierta}})=1-\beta \,}.

Cuando es necesario diseñar un contraste de hipótesis, sería deseable hacerlo de tal manera que las probabilidades de ambos tipos de error fueran tan pequeñas como fuera posible. Sin embargo, con una muestra de tamaño prefijado, disminuir la probabilidad del error de tipo I, α, conduce a incrementar la probabilidad del error de tipo II, β.
Usualmente, se diseñan los contrastes de tal manera que la probabilidad α sea el 5 % (0,05), aunque a veces se usan el 10 % (0,1) o 1 % (0,01) para adoptar condiciones más relajadas o más estrictas. El recurso para aumentar la potencia del contraste, esto es, disminuir β, probabilidad de error de tipo II, es aumentar el tamaño muestral, lo que en la práctica conlleva un incremento de los costes del estudio que se quiere realizar.